# Curie-instituut
Het Curie-instituut of Institut Curie is een stichting erkend als een openbaar nut sinds 1921. 
Bij zijn oprichting door Marie Curie en Claudius Regaud, werden het radiuminstituut en de Curiestichting samengevoegd. Zijn ambitie is geconcentreerd rond drie missies: onderzoek, zorg, behoud en overdracht van kennis.
Alle activiteiten van het Institut Curie die het in staat stellen zijn missies te vervullen, worden uitgevoerd in het kader van drie entiteiten: een hypermodern ziekenhuiscomplex in de kankerwetenschappen, verdeeld over drie locaties (Parijs, Orsay en Saint-Cloud), een centrum Internationaal gerenommeerd onderzoekscentrum waar onderzoekers werken in 88 onderzoeksteams en het hoofdkantoor van de stichting.
Het Curie-instituut brengt 3.586 onderzoekers, artsen, zorgverleners, technici en administrateurs samen.
- Bibliothèque nationale de France: cb11875944f (data)
- International Standard Name Identifier: 0000 0004 0639 6384
- Library of Congress Control Number: n79129593
- Nationale Bibliotheek van Israël: 987007594786805171
- Système universitaire de documentation: 026528207
- Virtual International Authority File: 154345735